# Catanduba piauiensis
Espèce
Catanduba piauiensis est une espèce d'araignées mygalomorphes de la famille des Theraphosidae.

## Distribution
Cette espèce est endémique du Piauí au Brésil,.

## Étymologie
Son nom d'espèce, composé de piaui et du suffixe latin -ensis, « qui vit dans, qui habite », lui a été donné en référence au lieu de sa découverte.

## Publication originale
- Yamamoto, Lucas & Brescovit, 2012 : Catanduba, a new Theraphosinae spider genus from central Brazil (Araneae, Theraphosidae). Zootaxa, no 3172, p. 1-19.